# Reprezentacja Niemiec w piłce ręcznej kobiet
Reprezentacja Niemiec w piłce ręcznej kobiet,  narodowy zespół piłkarek ręcznych Niemiec. Reprezentuje swój kraj w rozgrywkach międzynarodowych.
Od 2005 do 2014 roku trenerem reprezentacji był Heine Jensen.

## Aktualna kadra
Kadra na ME 2014